# Jean-René Toumelin
Jean-René Toumelin, né à Grand-Champ le 7 juillet 1942 et mort à Port-Blanc le 25 septembre 2022, est un dentiste et dirigeant sportif français. Il a été président du FC Nantes de 1996 à 2000.

## FC Nantes
Après ses études à l'Université de Nantes, Jean-René Toumelin s'installe comme dentiste à Châteaubriant.
Membre du comité directoire du FC Nantes à partir de 1970, il est élu président de l'association, responsable de la section amateur et du centre de formation, lors de la création de la Société anonyme à objet sportif (SAOS) en 1992. En 1996, il quitte la présidence de l'association pour succéder à Guy Scherrer comme président du club nantais. Alors que le club sort à peine d'une crise sportive, il est remplacé par Kléber Bobin en 1999. La présidence de Jean-René Toumelin est marquée par la vente de nombreux joueurs contre son gré.